# Morecambe Football Club
Il Morecambe Football Club è una società calcistica inglese con sede nella città di Morecambe, nel Lancashire. Milita in National League, la quinta divisione del campionato inglese di calcio.
Il calcio in città risale a prima del XX secolo, ma ufficialmente la squadra fu fondata nel 1920 dopo una riunione al West View Hotel. Dal 1921 al 2010 ha disputato le partite casalinghe al Christie Park mentre, attualmente, gioca alla Globe Arena. I primi due gol nel nuovo stadio sono stati siglati da Andy Fleming in occasione del 2-0 rifilato al Coventry City nel primo turno della Carling Cup.
Dopo anni passati militando nelle serie inferiori del calcio inglese, nel 2007 ottiene la prima promozione della sua storia in League Two, grazie alla vittoria per 2-1 contro l'Exeter City a Wembley, davanti a 40.000 spettatori.

## Allenatori
- Jimmy Milne (1947-1948)
- Geoff Twentyman (1964-1965)
- Ken Waterhouse (1965-1969)
- Ronnie Clayton (1969-1970)
- Ken Waterhouse (1970-1972)
- Leighton James (1994)
- Sammy McIlroy (2006-2011)
- Jim Bentley (2011-2019)
- Derek Adams (2019-2021)
- Stephen Robinson (2021-2022)
- Derek Adams (2022-)

## Palmarès

### Competizioni nazionali
- FA Trophy: 1

1973-1974
- Conference League Cup: 1

1997-1998

### Competizioni regionali
- Northern Premier League President's Cup: 1

1991-1992
- Lancashire Combination: 5

1924-1925, 1961-1962, 1962-1963, 1966-1967, 1967-1968
- Lancashire Combination Cup: 5

1926-1927, 1945-1946, 1964-1965, 1966-1967, 1967-1968
- Lancashire Senior Cup: 1

1967-1968
- Lancashire FA Challenge Trophy: 11

1925-1926, 1926-1927, 1961-1962, 1962-1963, 1968-1969, 1985-1986, 1986-1987, 1993-1994, 1995-1996, 1998-1999, 2003-2004

### Altri piazzamenti
- Campionato inglese di quarta divisione:

Vittoria play-off: 2020-2021
- National League:

Secondo posto: 2002-2003
Terzo posto: 1999-2000, 2006-2007
- Northern Premier League:

Secondo posto: 1994-1995
Terzo posto: 1968-1969, 1985-1986, 1990-1991, 1991-1992, 1992-1993
- Conference League Cup:

Semifinalista: 1998-1999
- Football League Trophy:

Semifinalista: 2007-2008
- FA Trophy:

Semifinalista: 2001-2002

## Organico

### Rosa 2024-2025
| N. |                        | Ruolo | Calciatore     |
| -- | ---------------------- | ----- | -------------- |
| 1  | Galles (bandiera)      | P     | Connor Ripley  |
| 2  | Scozia (bandiera)      | D     | Donald Love    |
| 3  | Inghilterra (bandiera) | D     | Max Melbourne  |
| 4  | Inghilterra (bandiera) | D     | Liam Gibson    |
| 5  | Inghilterra (bandiera) | D     | Farrend Rawson |
| 6  | Irlanda (bandiera)     | D     | Ryan Delaney   |
| 7  | Inghilterra (bandiera) | C     | Jake Taylor    |
| 8  | Inghilterra (bandiera) | C     | Daniel Crowley |
| 9  | Inghilterra (bandiera) | A     | Cole Stockton  |
| 10 | Inghilterra (bandiera) | C     | Ashley Hunter  |
| 11 | Scozia (bandiera)      | A     | Michael Mellon |
| 12 | Inghilterra (bandiera) | P     | Adam Smith     |
| 14 | Inghilterra (bandiera) | D     | Rhys Williams  |

| N. |                        | Ruolo | Calciatore       |
| -- | ---------------------- | ----- | ---------------- |
| 15 | Inghilterra (bandiera) | C     | Jensen Weir      |
| 16 | Inghilterra (bandiera) | D     | Jacob Bedeau     |
| 17 | Scozia (bandiera)      | C     | Cammy Smith      |
| 19 | Galles (bandiera)      | C     | Gwion Edwards    |
| 20 | Inghilterra (bandiera) | C     | Liam Shaw        |
| 21 | Inghilterra (bandiera) | D     | Ryan Cooney      |
| 24 | Irlanda (bandiera)     | A     | Courtney Duffus  |
| 25 | Inghilterra (bandiera) | C     | Adam Mayor       |
| 26 | Inghilterra (bandiera) | C     | Cameron Rooney   |
| 29 | Inghilterra (bandiera) | D     | Dynel Simeu      |
|    | Inghilterra (bandiera) | C     | Josh Austerfield |
|    | Senegal (bandiera)     | A     | Oumar Niasse     |

### Rosa 2023-2024
| N. |                        | Ruolo | Calciatore     |
| -- | ---------------------- | ----- | -------------- |
| 1  | Galles (bandiera)      | P     | Connor Ripley  |
| 2  | Scozia (bandiera)      | D     | Donald Love    |
| 3  | Inghilterra (bandiera) | D     | Max Melbourne  |
| 4  | Inghilterra (bandiera) | D     | Liam Gibson    |
| 5  | Inghilterra (bandiera) | D     | Farrend Rawson |
| 6  | Irlanda (bandiera)     | D     | Ryan Delaney   |
| 7  | Inghilterra (bandiera) | C     | Jake Taylor    |
| 8  | Inghilterra (bandiera) | C     | Daniel Crowley |
| 9  | Inghilterra (bandiera) | A     | Cole Stockton  |
| 10 | Inghilterra (bandiera) | C     | Ashley Hunter  |
| 11 | Scozia (bandiera)      | A     | Michael Mellon |
| 12 | Inghilterra (bandiera) | P     | Adam Smith     |
| 14 | Francia (bandiera)     | C     | Arthur Gnahoua |

| N. |                        | Ruolo | Calciatore       |
| -- | ---------------------- | ----- | ---------------- |
| 15 | Inghilterra (bandiera) | C     | Jensen Weir      |
| 16 | Inghilterra (bandiera) | D     | Jacob Bedeau     |
| 17 | Scozia (bandiera)      | C     | Cammy Smith      |
| 19 | Galles (bandiera)      | C     | Gwion Edwards    |
| 20 | Inghilterra (bandiera) | C     | Liam Shaw        |
| 21 | Inghilterra (bandiera) | D     | Ryan Cooney      |
| 24 | Irlanda (bandiera)     | A     | Courtney Duffus  |
| 25 | Inghilterra (bandiera) | C     | Adam Mayor       |
| 26 | Inghilterra (bandiera) | C     | Cameron Rooney   |
| 29 | Inghilterra (bandiera) | D     | Dynel Simeu      |
|    | Inghilterra (bandiera) | C     | Josh Austerfield |
|    | Senegal (bandiera)     | A     | Oumar Niasse     |

### Rosa 2022-2023
| N. |                        | Ruolo | Calciatore     |
| -- | ---------------------- | ----- | -------------- |
| 1  | Galles (bandiera)      | P     | Connor Ripley  |
| 2  | Scozia (bandiera)      | D     | Donald Love    |
| 3  | Inghilterra (bandiera) | D     | Max Melbourne  |
| 4  | Inghilterra (bandiera) | D     | Liam Gibson    |
| 5  | Inghilterra (bandiera) | D     | Farrend Rawson |
| 6  | Irlanda (bandiera)     | D     | Ryan Delaney   |
| 7  | Inghilterra (bandiera) | C     | Jake Taylor    |
| 8  | Inghilterra (bandiera) | C     | Daniel Crowley |
| 9  | Inghilterra (bandiera) | A     | Cole Stockton  |
| 10 | Inghilterra (bandiera) | C     | Ashley Hunter  |
| 11 | Scozia (bandiera)      | A     | Michael Mellon |
| 12 | Inghilterra (bandiera) | P     | Adam Smith     |
| 14 | Francia (bandiera)     | C     | Arthur Gnahoua |

| N. |                        | Ruolo | Calciatore       |
| -- | ---------------------- | ----- | ---------------- |
| 15 | Inghilterra (bandiera) | C     | Jensen Weir      |
| 16 | Inghilterra (bandiera) | D     | Jacob Bedeau     |
| 17 | Australia (bandiera)   | C     | Caleb Watts      |
| 19 | Inghilterra (bandiera) | A     | Jonathan Obika   |
| 20 | Inghilterra (bandiera) | C     | Liam Shaw        |
| 21 | Inghilterra (bandiera) | D     | Ryan Cooney      |
| 24 | Irlanda (bandiera)     | A     | Courtney Duffus  |
| 25 | Inghilterra (bandiera) | C     | Adam Mayor       |
| 26 | Inghilterra (bandiera) | C     | Cameron Rooney   |
| 29 | Inghilterra (bandiera) | D     | Dynel Simeu      |
|    | Inghilterra (bandiera) | C     | Josh Austerfield |
|    | Senegal (bandiera)     | A     | Oumar Niasse     |

### Rosa 2021-2022
| N. |                             | Ruolo | Calciatore         |
| -- | --------------------------- | ----- | ------------------ |
| 1  | Galles (bandiera)           | P     | Kyle Letheren      |
| 2  | Irlanda del Nord (bandiera) | D     | Ryan McLaughlin    |
| 3  | Giamaica (bandiera)         | D     | Greg Leigh         |
| 4  | Irlanda (bandiera)          | D     | Anthony O'Connor   |
| 5  | Inghilterra (bandiera)      | D     | Jacob Bedeau       |
| 7  | Inghilterra (bandiera)      | C     | Jordan Slew        |
| 8  | Francia (bandiera)          | C     | Toumani Diagouraga |
| 9  | Inghilterra (bandiera)      | A     | Cole Stockton      |
| 10 | Inghilterra (bandiera)      | C     | Aaron Wildig       |
| 12 | Portogallo (bandiera)       | P     | André Mendes       |
| 14 | Inghilterra (bandiera)      | A     | Jonathan Obika     |
| 15 | Irlanda (bandiera)          | D     | Ryan Delaney       |
| 16 | Ghana (bandiera)            | D     | Jacob Mensah       |

| N. |                             | Ruolo | Calciatore       |
| -- | --------------------------- | ----- | ---------------- |
| 17 | Kenya (bandiera)            | A     | Jonah Ayunga     |
| 18 | Inghilterra (bandiera)      | C     | Adam Phillips    |
| 19 | Irlanda (bandiera)          | C     | Shane McLoughlin |
| 20 | Islanda (bandiera)          | P     | Jökull Andrésson |
| 21 | Inghilterra (bandiera)      | D     | Ryan Cooney      |
| 22 | Inghilterra (bandiera)      | D     | Liam Gibson      |
| 23 | Inghilterra (bandiera)      | C     | Freddie Price    |
| 24 | Francia (bandiera)          | C     | Arthur Gnahoua   |
| 25 | Irlanda del Nord (bandiera) | C     | Alfie McCalmont  |
| 27 | Francia (bandiera)          | C     | Ousmane Fané     |
| 28 | Inghilterra (bandiera)      | A     | Courtney Duffus  |
| 33 | Irlanda del Nord (bandiera) | P     | Trevor Carson    |
|    | Inghilterra (bandiera)      | C     | Cameron Rooney   |

### Rosa 2020-2021
| N. |                        | Ruolo | Calciatore                |
| -- | ---------------------- | ----- | ------------------------- |
| 1  | Irlanda (bandiera)     | P     | Jake Turner               |
| 2  | Inghilterra (bandiera) | D     | Kelvin Mellor             |
| 3  | Scozia (bandiera)      | D     | Stephen Hendrie           |
| 4  | Inghilterra (bandiera) | C     | Nathaniel Knight-Percival |
| 5  | Scozia (bandiera)      | D     | Sam Lavelle               |
| 6  | Inghilterra (bandiera) | D     | Harry Davis               |
| 7  | Inghilterra (bandiera) | C     | Jordan Slew               |
| 8  | Francia (bandiera)     | C     | Toumani Diagouraga        |
| 9  | Inghilterra (bandiera) | A     | Cole Stockton             |
| 10 | Inghilterra (bandiera) | C     | Aaron Wildig              |
| 11 | Spagna (bandiera)      | C     | Carlos Mendes Gomes       |
| 12 | Inghilterra (bandiera) | P     | Mark Halstead             |

| N. |                        | Ruolo | Calciatore      |
| -- | ---------------------- | ----- | --------------- |
| 13 | Portogallo (bandiera)  | P     | André Mendes    |
| 14 | Inghilterra (bandiera) | C     | Alex Kenyon     |
| 16 | Irlanda (bandiera)     | D     | John O'Sullivan |
| 17 | Inghilterra (bandiera) | A     | AJ Leitch-Smith |
| 18 | Inghilterra (bandiera) | C     | Ben Pringle     |
| 19 | Irlanda (bandiera)     | A     | Liam McAlinden  |
| 20 | Inghilterra (bandiera) | C     | Adam Phillips   |
| 21 | Inghilterra (bandiera) | D     | Ryan Cooney     |
| 22 | Inghilterra (bandiera) | D     | Liam Gibson     |
| 23 | Inghilterra (bandiera) | C     | Freddie Price   |
| 24 | Camerun (bandiera)     | C     | Yann Songo'o    |

### Rosa 2019-2020
| N. |                             | Ruolo | Calciatore                |
| -- | --------------------------- | ----- | ------------------------- |
| 1  | Irlanda (bandiera)          | P     | Jake Turner               |
| 2  | Inghilterra (bandiera)      | D     | Kelvin Mellor             |
| 3  | Scozia (bandiera)           | D     | Stephen Hendrie           |
| 4  | Inghilterra (bandiera)      | C     | Nathaniel Knight-Percival |
| 5  | Scozia (bandiera)           | D     | Sam Lavelle               |
| 6  | Inghilterra (bandiera)      | D     | Harry Davis               |
| 7  | Inghilterra (bandiera)      | C     | Jordan Slew               |
| 8  | Francia (bandiera)          | C     | Toumani Diagouraga        |
| 9  | Inghilterra (bandiera)      | A     | Cole Stockton             |
| 10 | Inghilterra (bandiera)      | C     | Aaron Wildig              |
| 11 | Spagna (bandiera)           | C     | Carlos Mendes Gomes       |
| 12 | Inghilterra (bandiera)      | A     | Jason Oswell              |
| 13 | Polonia (bandiera)          | P     | Dawid Szczepaniak         |
| 14 | Inghilterra (bandiera)      | D     | Josef Yarney              |
| 15 | Irlanda del Nord (bandiera) | D     | Luke Conlan               |

| N. |                        | Ruolo | Calciatore          |
| -- | ---------------------- | ----- | ------------------- |
| 16 | Scozia (bandiera)      | D     | Sam Lavelle         |
| 17 | Inghilterra (bandiera) | A     | Liam Mandeville     |
| 18 | Inghilterra (bandiera) | A     | Rhys Oates          |
| 19 | Spagna (bandiera)      | A     | Carlos Mendes Gomes |
| 20 | Inghilterra (bandiera) | C     | Lamin Jagne         |
| 21 | Inghilterra (bandiera) | P     | Mark Halstead       |
| 22 | Inghilterra (bandiera) | D     | James Sinclair      |
| 23 | Inghilterra (bandiera) | C     | Tyler Brownsword    |
| 24 | Inghilterra (bandiera) | A     | Joe Piggott         |
| 25 | Inghilterra (bandiera) | C     | Ben Hedley          |
| 26 | Belgio (bandiera)      | C     | Florent Cuvelier    |
| 27 | Inghilterra (bandiera) | D     | George Tanner       |
| 28 | Inghilterra (bandiera) | A     | AJ Leitch-Smith     |
| 30 | Inghilterra (bandiera) | A     | Kyle Hawley         |

### Rosa 2018-2019
| N. |                             | Ruolo | Calciatore        |
| -- | --------------------------- | ----- | ----------------- |
| 1  | Irlanda (bandiera)          | P     | Barry Roche       |
| 2  | Inghilterra (bandiera)      | D     | Zak Mills         |
| 3  | Irlanda del Nord (bandiera) | D     | Luke Conlan       |
| 4  | Inghilterra (bandiera)      | C     | Alex Kenyon       |
| 5  | Nuova Zelanda (bandiera)    | D     | Steve Old         |
| 6  | Inghilterra (bandiera)      | C     | Andrew Tutte      |
| 7  | Inghilterra (bandiera)      | C     | Garry Thompson    |
| 8  | Inghilterra (bandiera)      | C     | Andy Fleming      |
| 9  | Inghilterra (bandiera)      | A     | Vadaine Oliver    |
| 11 | Inghilterra (bandiera)      | C     | Kevin Ellison     |
| 12 | Inghilterra (bandiera)      | A     | Jason Oswell      |
| 13 | Polonia (bandiera)          | P     | Dawid Szczepaniak |
| 14 | Inghilterra (bandiera)      | D     | Josef Yarney      |
| 15 | Inghilterra (bandiera)      | C     | Aaron Wildig      |

| N. |                        | Ruolo | Calciatore          |
| -- | ---------------------- | ----- | ------------------- |
| 16 | Scozia (bandiera)      | D     | Sam Lavelle         |
| 17 | Inghilterra (bandiera) | A     | Liam Mandeville     |
| 18 | Inghilterra (bandiera) | A     | Rhys Oates          |
| 19 | Spagna (bandiera)      | A     | Carlos Mendes Gomes |
| 20 | Inghilterra (bandiera) | C     | Lamin Jagne         |
| 21 | Inghilterra (bandiera) | P     | Mark Halstead       |
| 22 | Inghilterra (bandiera) | D     | James Sinclair      |
| 23 | Inghilterra (bandiera) | C     | Tyler Brownsword    |
| 24 | Inghilterra (bandiera) | A     | Joe Piggott         |
| 25 | Inghilterra (bandiera) | C     | Ben Hedley          |
| 26 | Belgio (bandiera)      | C     | Florent Cuvelier    |
| 27 | Galles (bandiera)      | D     | Jordan Cranston     |
| 28 | Inghilterra (bandiera) | A     | AJ Leitch-Smith     |
| 30 | Inghilterra (bandiera) | A     | Kyle Hawley         |

### Rosa 2017-2018
| N. |                             | Ruolo | Calciatore     |
| -- | --------------------------- | ----- | -------------- |
| 1  | Irlanda (bandiera)          | P     | Barry Roche    |
| 2  | Inghilterra (bandiera)      | D     | Aaron McGowan  |
| 3  | Inghilterra (bandiera)      | D     | Patrick Brough |
| 4  | Inghilterra (bandiera)      | C     | Alex Kenyon    |
| 5  | Nuova Zelanda (bandiera)    | D     | Steve Old      |
| 6  | Inghilterra (bandiera)      | D     | Dean Winnard   |
| 7  | Inghilterra (bandiera)      | C     | Garry Thompson |
| 8  | Inghilterra (bandiera)      | C     | Andy Fleming   |
| 9  | Inghilterra (bandiera)      | A     | Vadaine Oliver |
| 10 | Inghilterra (bandiera)      | A     | Adam Campbell  |
| 11 | Inghilterra (bandiera)      | C     | Kevin Ellison  |
| 12 | Australia (bandiera)        | P     | Daniel Nizic   |
| 14 | Irlanda del Nord (bandiera) | D     | Luke Conlan    |

| N. |                             | Ruolo | Calciatore    |
| -- | --------------------------- | ----- | ------------- |
| 15 | Inghilterra (bandiera)      | C     | Aaron Wildig  |
| 16 | Scozia (bandiera)           | D     | Sam Lavelle   |
| 19 | Galles (bandiera)           | A     | Reece Deakin  |
| 20 | Inghilterra (bandiera)      | P     | Niall Maher   |
| 21 | Scozia (bandiera)           | C     | Gregg Wylde   |
| 22 | Germania (bandiera)         | D     | Max Müller    |
| 24 | Inghilterra (bandiera)      | D     | Michael Rose  |
| 25 | Inghilterra (bandiera)      | C     | Ben Hedley    |
| 26 | Inghilterra (bandiera)      | D     | Steven Yawson |
| 27 | Inghilterra (bandiera)      | A     | Luke Jordan   |
| 28 | Irlanda del Nord (bandiera) | A     | Adam McGurk   |
| 29 | Inghilterra (bandiera)      | A     | Callum Lang   |
|    | Inghilterra (bandiera)      | D     | Mitchell Lund |

### Rosa 2016-2017
| N. |                        | Ruolo | Calciatore              |
| -- | ---------------------- | ----- | ----------------------- |
| 1  | Irlanda (bandiera)     | P     | Barry Roche             |
| 2  | Inghilterra (bandiera) | D     | Liam Wakefield          |
| 3  | Inghilterra (bandiera) | D     | Aaron McGowan           |
| 4  | Inghilterra (bandiera) | C     | Alex Kenyon             |
| 5  | Inghilterra (bandiera) | D     | Ryan Edwards            |
| 6  | Inghilterra (bandiera) | D     | Dean Winnard            |
| 7  | Inghilterra (bandiera) | A     | Paul Mullin             |
| 8  | Inghilterra (bandiera) | C     | Peter Murphy (capitano) |
| 10 | Inghilterra (bandiera) | C     | Lee Molyneux            |
| 11 | Inghilterra (bandiera) | A     | Kevin Ellison           |

| N. |                             | Ruolo | Calciatore        |
| -- | --------------------------- | ----- | ----------------- |
| 12 | Australia (bandiera)        | P     | Daniel Nizic      |
| 14 | Irlanda del Nord (bandiera) | D     | Luke Conlan       |
| 15 | Inghilterra (bandiera)      | C     | Aaron Wildig      |
| 16 | Inghilterra (bandiera)      | D     | Alex Whitmore     |
| 17 | Inghilterra (bandiera)      | C     | Andrew Fleming    |
| 18 | Inghilterra (bandiera)      | A     | Rhys Turner       |
| 19 | Inghilterra (bandiera)      | D     | Michael Duckworth |
| 21 | Inghilterra (bandiera)      | C     | Antony Evans      |
| 24 | Inghilterra (bandiera)      | D     | Michael Rose      |
| 25 | Inghilterra (bandiera)      | C     | Ben Hedley        |

### Rosa 2015-2016
| N. |                        | Ruolo | Calciatore              |
| -- | ---------------------- | ----- | ----------------------- |
| 1  | Irlanda (bandiera)     | P     | Barry Roche             |
| 2  | Inghilterra (bandiera) | D     | Shaun Beeley            |
| 3  | Inghilterra (bandiera) | D     | Aaron McGowan           |
| 4  | Inghilterra (bandiera) | C     | Alex Kenyon             |
| 5  | Inghilterra (bandiera) | D     | Adam Dugdale            |
| 6  | Inghilterra (bandiera) | D     | Ryan Edwards            |
| 7  | Irlanda (bandiera)     | C     | Jamie Devitt            |
| 8  | Inghilterra (bandiera) | C     | Peter Murphy (capitano) |
| 9  | Inghilterra (bandiera) | A     | Tom Barkhuizen          |
| 10 | Inghilterra (bandiera) | C     | Lee Molyneux            |
| 11 | Inghilterra (bandiera) | A     | Kevin Ellison           |
| 12 | Inghilterra (bandiera) | A     | Paul Mullin             |
| 13 | Inghilterra (bandiera) | D     | Alan Goodall            |

| N. |                             | Ruolo | Calciatore       |
| -- | --------------------------- | ----- | ---------------- |
| 14 | Inghilterra (bandiera)      | C     | Nathan Bondswell |
| 15 | Inghilterra (bandiera)      | C     | Aaron Wildig     |
| 16 | Inghilterra (bandiera)      | A     | Shaun Miller     |
| 17 | Inghilterra (bandiera)      | C     | Andrew Fleming   |
| 18 | Inghilterra (bandiera)      | C     | Charlie Bailey   |
| 19 | Inghilterra (bandiera)      | D     | Laurence Wilson  |
| 22 | Inghilterra (bandiera)      | D     | Andrew Parrish   |
| 23 | Inghilterra (bandiera)      | D     | Chris Doyle      |
| 26 | Irlanda del Nord (bandiera) | D     | Kelvin           |
| 27 | Inghilterra (bandiera)      | A     | Jack Kelleher    |
| 28 | Irlanda del Nord (bandiera) | C     | Darren McKnight  |
| 29 | Inghilterra (bandiera)      | C     | Connor Oliver    |
| 30 | Inghilterra (bandiera)      | P     | Kieran O'Hara    |

### Rosa 2014-2015
| N. |                        | Ruolo | Calciatore             |
| -- | ---------------------- | ----- | ---------------------- |
| 1  | Irlanda (bandiera)     | P     | Yassin Al Phalafel     |
| 2  | Inghilterra (bandiera) | D     | Shaun Beeley           |
| 3  | Irlanda (bandiera)     | C     | Jamie Devitt           |
| 4  | Inghilterra (bandiera) | C     | Alex Kenyon            |
| 5  | Inghilterra (bandiera) | D     | Mark Hughes (capitano) |
| 6  | Inghilterra (bandiera) | D     | Ryan Edwards           |
| 7  | Inghilterra (bandiera) | A     | Jack Redshaw           |
| 8  | Inghilterra (bandiera) | C     | Andrew Wright          |
| 9  | Inghilterra (bandiera) | A     | Jack Sampson           |
| 10 | Inghilterra (bandiera) | C     | Ryan Williams          |
| 11 | Inghilterra (bandiera) | A     | Kevin Ellison          |
| 12 | Inghilterra (bandiera) | A     | Paul Mullin            |
| 13 | Inghilterra (bandiera) | D     | Alan Goodall           |
| 14 | Inghilterra (bandiera) | C     | Marcus Marshall        |

| N. |                        | Ruolo | Calciatore        |
| -- | ---------------------- | ----- | ----------------- |
| 15 | Inghilterra (bandiera) | D     | Chris McCready    |
| 16 | Inghilterra (bandiera) | C     | Stewart Drummond  |
| 17 | Inghilterra (bandiera) | C     | Andrew Fleming    |
| 19 | Inghilterra (bandiera) | D     | Laurence Wilson   |
| 20 | Inghilterra (bandiera) | C     | Declan Watson     |
| 21 | Inghilterra (bandiera) | D     | Aaron McGowan     |
| 22 | Inghilterra (bandiera) | D     | Andrew Parrish    |
| 23 | Inghilterra (bandiera) | D     | Chris Doyle       |
| 24 | Inghilterra (bandiera) | C     | Tom McCready      |
| 25 | Inghilterra (bandiera) | P     | Andreas Arestidou |
| 26 | Inghilterra (bandiera) | A     | Tom Barkhuizen    |
| 27 | Irlanda (bandiera)     | A     | Pádraig Amond     |
| 30 | Inghilterra (bandiera) | P     | Scott Davies      |

### Rosa 2013-2014
| N. |                        | Ruolo | Calciatore             |
| -- | ---------------------- | ----- | ---------------------- |
| 1  | Irlanda (bandiera)     | P     | Barry Roche            |
| 2  | Inghilterra (bandiera) | D     | Shaun Beeley           |
| 3  | Inghilterra (bandiera) | D     | Robbie Threlfall       |
| 4  | Inghilterra (bandiera) | C     | Alex Kenyon            |
| 5  | Inghilterra (bandiera) | D     | Mark Hughes (capitano) |
| 6  | Francia (bandiera)     | D     | Tony Diagne            |
| 7  | Inghilterra (bandiera) | A     | Jack Redshaw           |
| 8  | Inghilterra (bandiera) | C     | Andrew Wright          |
| 9  | Inghilterra (bandiera) | A     | Jack Sampson           |
| 10 | Inghilterra (bandiera) | C     | Ryan Williams          |
| 11 | Inghilterra (bandiera) | A     | Kevin Ellison          |
| 12 | Irlanda (bandiera)     | C     | Jamie Devitt           |
| 14 | Inghilterra (bandiera) | C     | MMarcus Marshall       |

| N. |                        | Ruolo | Calciatore        |
| -- | ---------------------- | ----- | ----------------- |
| 15 | Inghilterra (bandiera) | D     | Chris McCready    |
| 16 | Inghilterra (bandiera) | C     | Stewart Drummond  |
| 17 | Inghilterra (bandiera) | C     | Andrew Fleming    |
| 19 | Inghilterra (bandiera) | C     | Joe McGee         |
| 21 | Inghilterra (bandiera) | D     | Aaron McGowan     |
| 22 | Inghilterra (bandiera) | D     | Andy Parrish      |
| 23 | Inghilterra (bandiera) | D     | Chris Doyle       |
| 25 | Inghilterra (bandiera) | P     | Andreas Arestidou |
| 27 | Irlanda (bandiera)     | A     | Pádraig Amond     |
| 34 | Inghilterra (bandiera) | D     | Ryan Edwards      |
| 37 | Inghilterra (bandiera) | D     | Jordan Mustoe     |
| —  | Inghilterra (bandiera) | D     | Liam Grimshaw     |